# Brave (Hanna Ferm)
Brave è un singolo della cantante svedese Hanna Ferm, pubblicato il 22 febbraio 2020 su etichetta discografica Universal Music Group. Il brano è scritto da David Kjellstrand, Laurell Barker e Jimmy Jansson, ed è prodotto da quest'ultimo.
Con Brave la cantante ha preso parte a Melodifestivalen 2020, la competizione canora svedese utilizzata come processo di selezione per l'Eurovision Song Contest 2020. Essendo risultata una dei due più votati dal pubblico fra i sette partecipanti alla sua semifinale, ha avuto accesso diretto alla finale del 7 marzo, dove si è classificata al 4º posto su 12 partecipanti con 94 punti totalizzati.

## Tracce
1. Brave – 2:53
2. Brave (versione strumentale) – 2:53

## Formazione
- Hanna Ferm – voce
- David Kjellstrand – testo e musica
- Laurell Barker – testo e musica
- Jimmy Jansson – testo e musica, produzione, programmazione
- Lars Norgren – assistenza al mastering
- Fredrik Sonefors – missaggio

## Classifiche
| Classifica (2020) | Posizione massima |
| ----------------- | ----------------- |
| Svezia            | 5                 |